# Satu Mic, Harghita
Satu Mic (maghiară Kecsetkisfalud) este un sat în comuna Lupeni din județul Harghita, Transilvania, România.

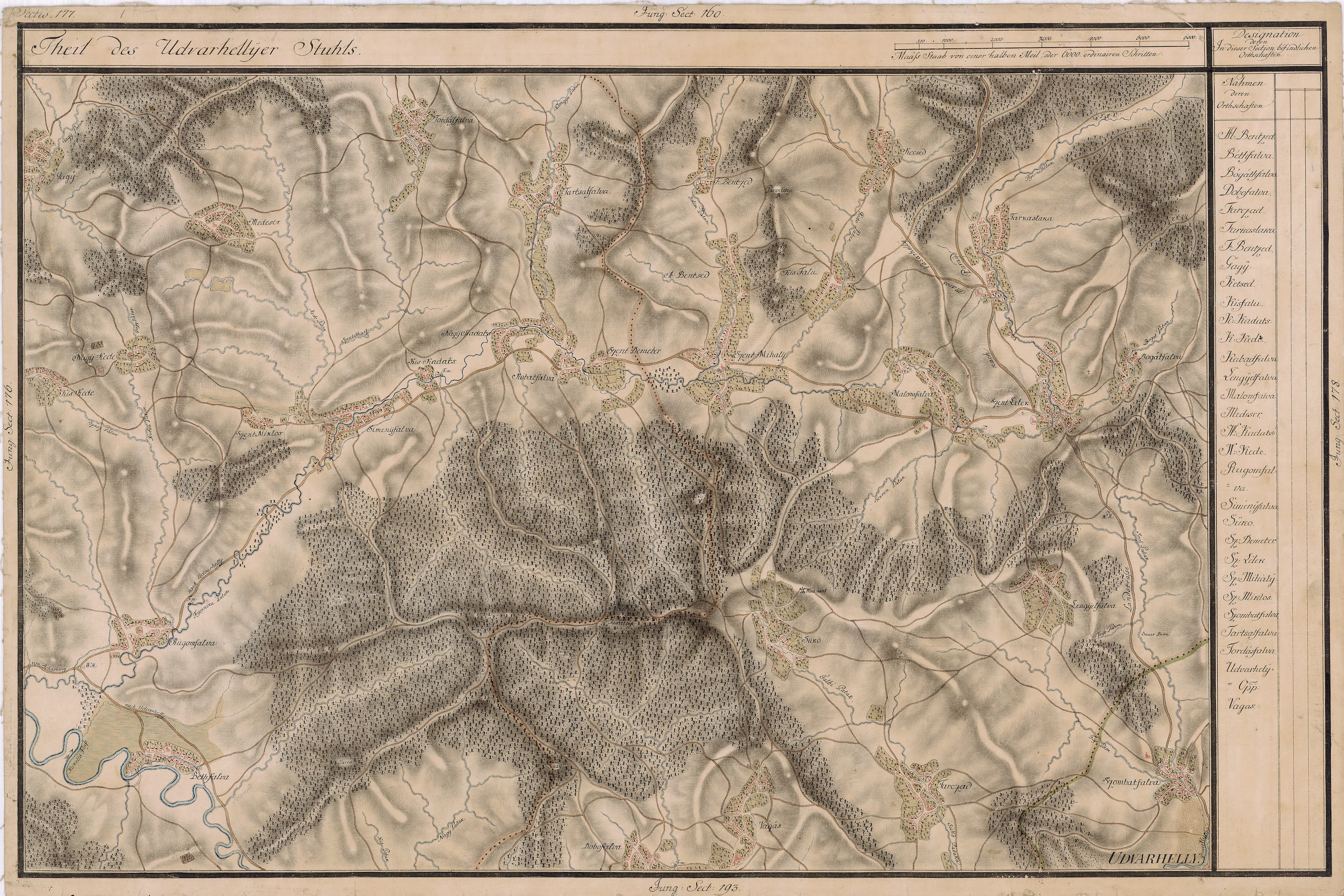
Satu Mic în Harta Iosefină a Transilvaniei, 1769-73

## Vezi și
- Biserica reformată din Satu Mic

## Imagini

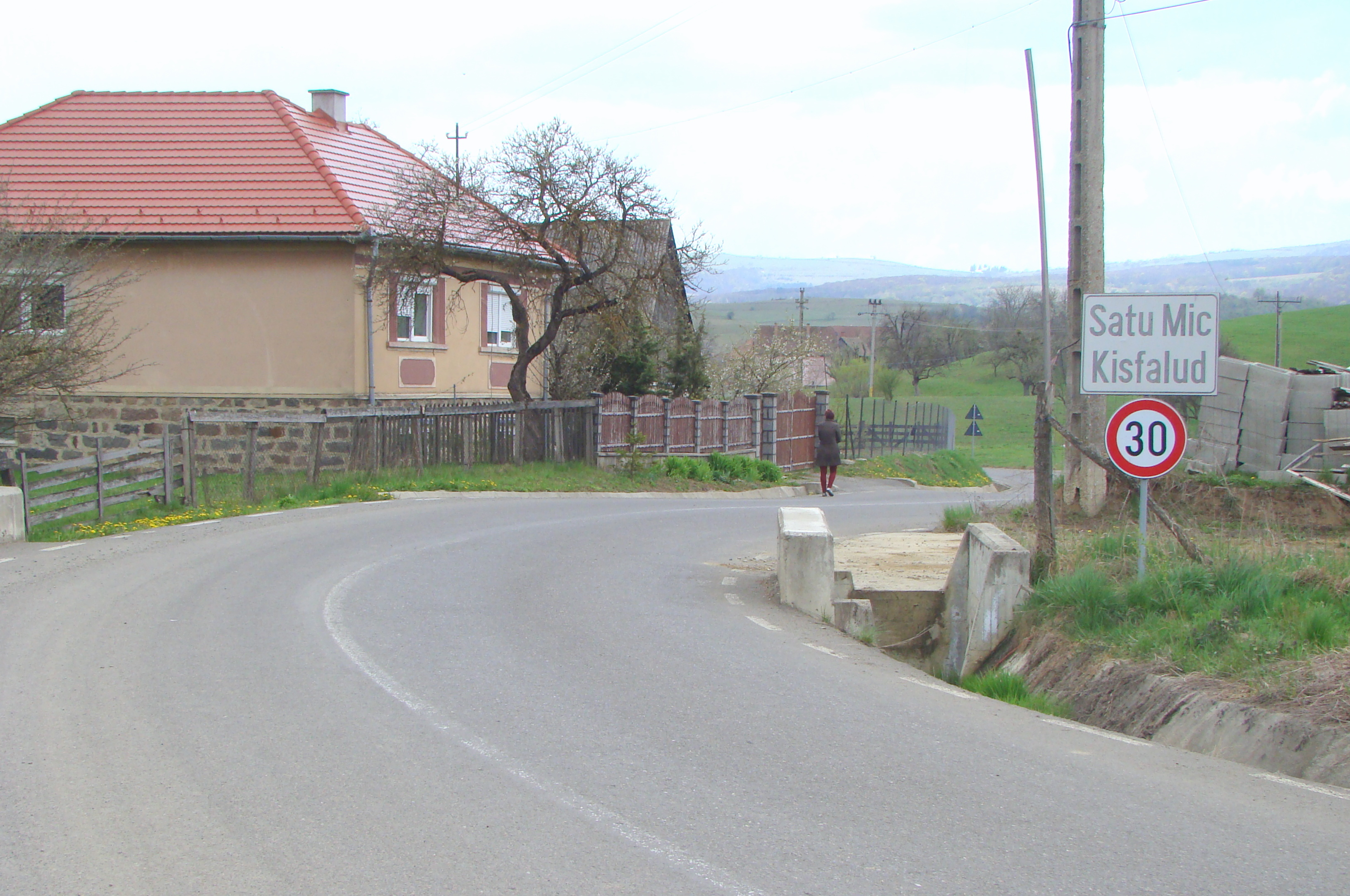
Intrarea în localitate
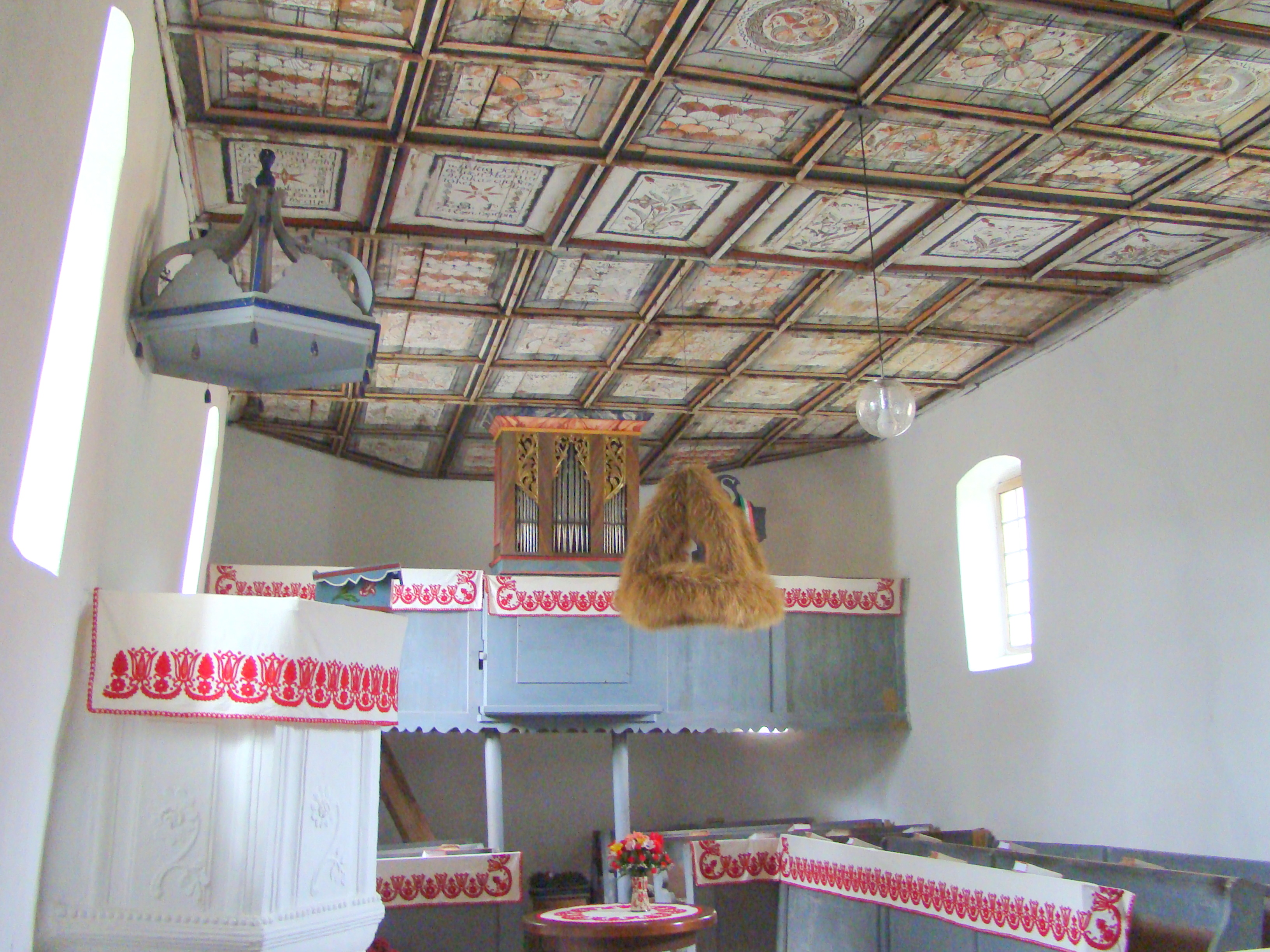
Biserica reformată (1620)
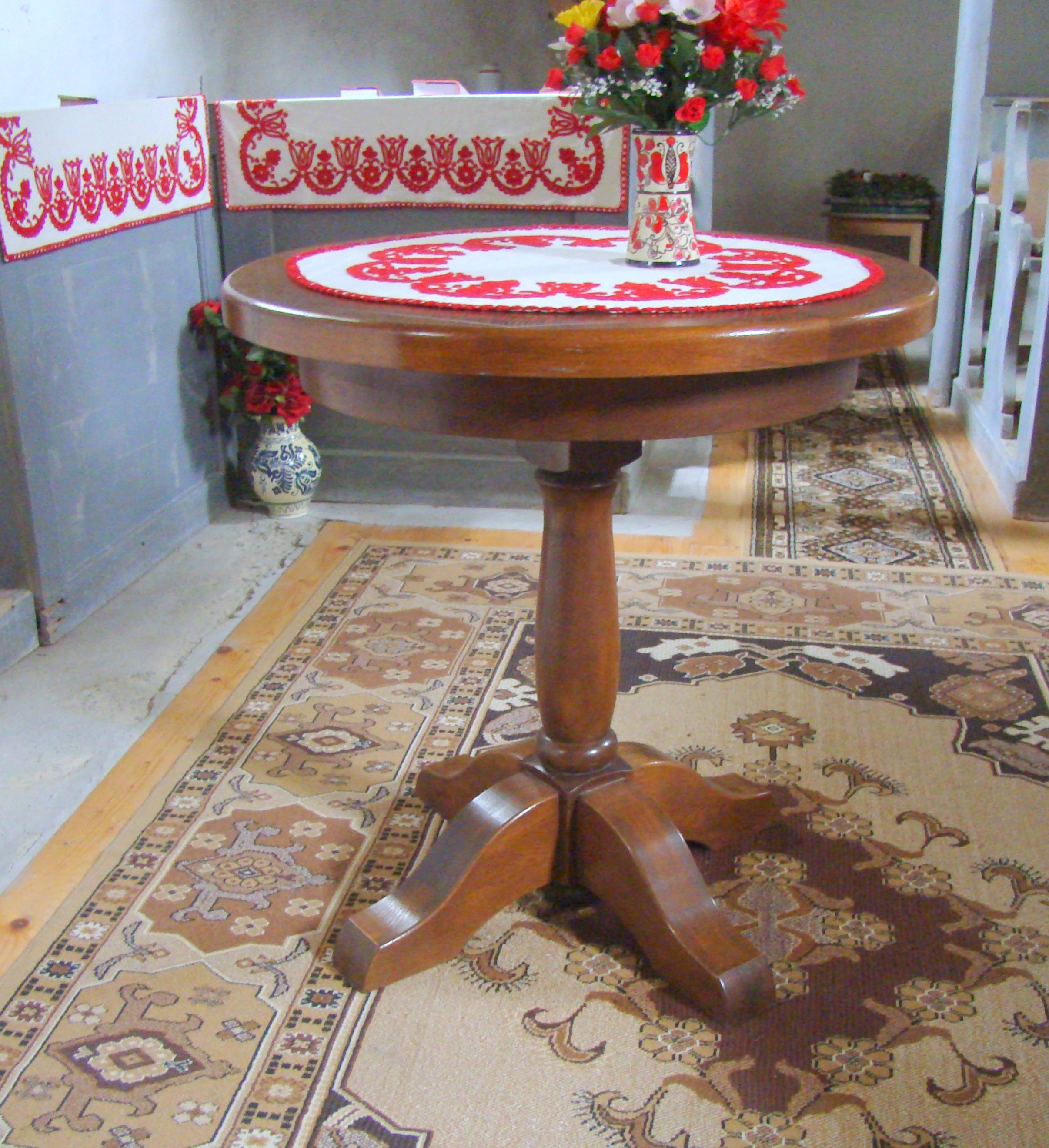
Biserica reformată (Masa Domnului)
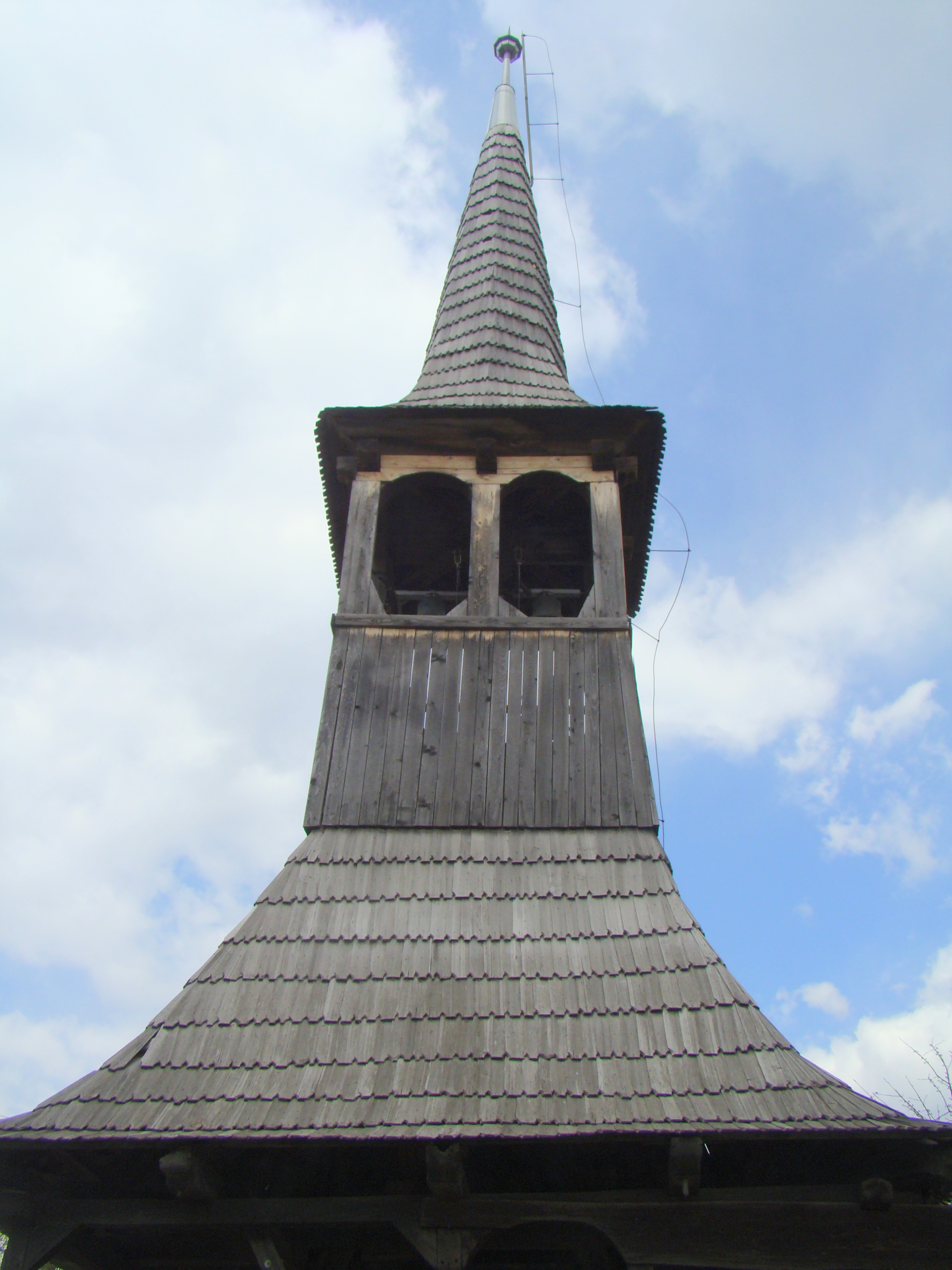
Clopotnița de lemn a bisericii reformate

 Acest articol despre o localitate din județul Harghita este deocamdată un ciot. Puteți ajuta Wikipedia prin completarea lui.